# Ivan Cankar
Ivan Cankar (n. 10 mai 1876, Vrhnika, Ducatul de Carniola⁠(d), Slovenia – d. 11 decembrie 1918, Ljubljana, Regatul Sârbilor, Croaților și Slovenilor) a fost un scriitor, dramaturg, eseist, poet și activist politic sloven, care a marcat începutul modernismului în literatura slovenă.